# GRE化學測試
GRE化學測試，是美國教育考試服務中心（ETS）曾經主辦的標準化測試，為GRE專項考試之一，用作申請美國等英語國家的化學專業研究生課程。2023年4月舉行最後一次測試，之後停辦。

## 測試形式
GRE化學測試只有紙筆考試。測試設有130條五項選擇題，時間為2小時50分。

## 測試範圍
測試內容如下：
- 分析化學 — 15%
- 無機化學 — 25%
- 有機化學 — 30%
- 物理化學 — 30%

## 分數
測試將答對題數換算為200—990之間的分數（實際取值範圍較小），以10分為間距。不同版本的測試分數可以比較。

## 測試日期
GRE化學測試每年舉行三次，在9月、10月、4月各一個週六進行。